# Stożnowo
Stożnowo – kolonia w Polsce w województwie podlaskim, w powiecie monieckim, w gminie Jaświły.
Do 2023 miejscowość była częścią wsi Jadeszki.
W latach międzywojennych należała do gminy Dolistowo Stare. Posiadłość ziemską miał tu Stanisław Kossakowski (60 mórg).
W latach 1975–1998 miejscowość należała administracyjnie do województwa białostockiego.